# Eqalugaarsuit
Eqalugaarsuit (Eqalugârssuit prima della riforma ortografica del 1973) è un piccolo villaggio della Groenlandia di 138 abitanti (gennaio 2005). Si trova su un'isoletta nelle acque del Mare del Labrador, a 60°37'N 45°54'O; appartiene al comune di Kujalleq.